# Ray Anderson
Ray Robert Anderson (Chicago, 16 oktober 1952) is een Amerikaanse jazztrombonist.

## Biografie
Andersons ouders waren theologen en zijn eerste contact met de jazz was de dixieland-platenverzameling van zijn vader. Vooral van de trombonisten Vic Dickenson en Trummy Young was hij als kind diep onder de indruk. In de vierde klas begon hij samen met zijn klasgenoot George Lewis ventieltrombone te spelen. Als tiener werd hij sterk beïnvloed door de muziek van de AACM en van James Brown, Sly Stone en Jimi Hendrix.
Begin jaren 1970 woonde hij een korte periode in San Francisco, waar hij met leden van het progressieve jazzcircuit samen speelde. Vooral de drummers Charles Moffett en Stanley Crouch beïnvloedden hem daarbij sterk. Eind 1972 verhuisde Anderson naar New York. Hij werd echter pas opgemerkt door een groter publiek eind jaren 1970, toen hij speelde in de bands van Anthony Braxton (1978–1981) en Barry Altschul (1978–1980) en betrokken was bij opnamen. Met Braxton (Moers Festival, 1978), Altschul, later ook met het trio van Bennie Wallace en eigen formaties bezocht hij sinds deze periode vervolgens elk jaar Europese festivals.
In 1981 was Anderson met Steve Elson, Allan Jaffe, Mark Helias en Jim Payne medeoprichter en zanger van de samenwerkende band Slickaphonics, die bekend werden door hun grappige avant-garde-funk. Met deze band nam hij vijf zelfgeproduceerde albums op voor Enja Records en Teldec Records. Hij was meermaals op tournee in de Verenigde Staten en Europa. Bij Slickaphonics speelde hij niet alleen trombone, maar was hij gelijktijdig ook leadzanger. Ook tijdens de jaren 1980 formeerde hij samen met de bassist Mark Helias en de drummer Gerry Hemingway een trio, dat zich na de tweede plaat in 1985 BassDrumBone noemde. Het trio speelde voornamelijk composities van Anderson.
Sinds midden jaren 1990 formeerde Ray Anderson steeds weer succesvolle bandprojecten zoals The Alligatory Band, The Lapis Lazuli Band, Slideride (trombonekwartet samen met Craig Harris, George Lewis en Gary Valente) en The Pocket Brass Band. In 2000 werd hij bovendien lid van de band Super Trombone van Jim Pugh (met Dave Bargeron en Dave Taylor).
Naast veel eigen opnamen is Anderson ook steeds weer te horen als solist in andere bands. Tot de bekendste behoren de George Gruntz Concert Jazz Band, Charlie Hadens Liberation Music Orchestra, het New York Composers Orchestra en het Vienna Art Orchestra. Hij was ook onderweg met Dr. John, Luther Allison, Christy Doran, Henry Threadgill, Roscoe Mitchell, Barbara Dennerlein, Klaus König, John Scofield en Paul van Kemenade. Naast trombone speelde Anderson ook sousafoon, o.a. op zijn album Bonemeal en in de band van de zangeres Erika Stucky.

## Speelstijl
Ray Anderson zorgt ondanks een meerstemmig spel (multifonics) voor een expressief ondeugende speelstijl. Hij plaatste daarmee bewust een contrapunt bij de gepolijste speelstijl van andere trombonisten als b.v. J.J. Johnson, Albert Mangelsdorff en geheel extreem Bill Watrous. Anderson is bovendien bekend voor zijn grappige composities en soli. Daarbij peilde hij alle mogelijkheden van de trombone, omdat hij zich niet bedient van de totale jazztraditie van zijn instrument, maar ook terugvalt op geluiden. In zijn nummer Rap for Nap, dat hij heeft geschreven voor de Gruntz Concert Band, lukt het hem om zijn trombone zo te spelen, dat het klinkt als het scratschen van een plaat.

## Discografie

### Opnamen onder eigen naam
- 1980: Harrisburg Half Life (Moers)
- 1985: Old Bottles, New Wine (Enja Records)
- 1987: It Just So Happens (Enja Records)
- 1988: Blues Bred in the Bone (Enja Records)
- 1989: What Because (Gramavision)
- 1991: Wishbone (Gramavision)
- 1992: Every One of Us (Gramavision)
- 1994: Big Band Record performed by George Gruntz Concert Jazz Band (Gramavision)
- 2000: Bonemeal (Raybone Music)

### Opnamen met eigen bands
- 1982: Slickaphonics: Modern Life (Enja Records)
- 1983: Slickaphonics: Wow Bag (Enja Records)
- 1985: Slickaphonics: Humatonic Energy (Blue Heron Records)
- 1986: Slickaphonics: Check Your Head at the Door (Teldec)
- 1987: Slickaphonics: Live (Teldec)
- 1984: BassDrumBone: Right Down Your Alley (Soul Note Records)
- 1985: BassDrumBone: You Be
- 1987: BassDrumBone: Wooferlo (Soul Note Records)
- 1996: BassDrumBone: Hence the Reason (Enja Records)
- 1997: BassDrumBone: March of Dimes
- 1994: Ray Anderson Alligatory Band: Don't Mow Your Lawn (Enja Records)
- 1995: Ray Anderson Alligatory Band: Heads and Tales (Enja Records)
- 1994: Ray Anderson, Han Bennink, Christy Doran: Azurety (Hat Art)
- 1995: Ray Anderson, Han Bennink, Christy Doran: Cheer Up (Hat Art)
- 1994: Ray Anderson, Craig Harris, George Lewis, Gary Valente: Slideride (HatHut Records)
- 1998: Ray Anderson Lapis Lazuli Band: Funkorific (Enja Records)
- 1998: Ray Anderson Pocket Brass Band: Where Home Is (Enja Records)
- 2003: Mark Dresser & Ray Anderson: Nine Songs Together (CIMP)
- 2009: Ray Anderson & Marty Ehrlich: Hear You Say – Live at Willisau (Intuiton)

### Opnamen als sideman
- 1997: D.D. Jackson Paired Down

- Bibsys: 3065020
- Bibliothèque nationale de France: cb13890763n (data)
- CiNii: DA1294023X
- Gemeinsame Normdatei: 134314786
- International Standard Name Identifier: 0000 0001 1476 5248
- Library of Congress Control Number: n89635790
- MusicBrainz: 3c3b67ae-8260-438d-9daf-c6300858e9e5
- Nationale Bibliotheek van Tsjechië: xx0015900
- Nationale Bibliotheek van Israël: 987007404803405171
- Nationale Bibliotheek van Polen: a0000003521566
- Nederlandse Thesaurus van Auteursnamen: 073763721
- Réseau des bibliothèques de Suisse occidentale: 02-A002928506
- SNAC: w6gf58nc
- Système universitaire de documentation: 268131333
- Virtual International Authority File: 85401262
- WorldCat: E39PBJxcWqkb8Hh7pTcjRDX68C